# Lepiej
Lepiej, inaczej lepiuch – krótki, jednozdaniowy, często nonsensowny, groteskowy wierszyk, standardowo składający się z dwóch wersów. Wynalezienie tej formy przypisuje się Wisławie Szymborskiej, natomiast nazwę temu gatunkowi nadał jej sekretarz Michał Rusinek. Pierwszy wers lepieja zazwyczaj opisuje jakieś bardzo przykre w skutkach zdarzenie, drugi natomiast stwierdza, że jest ono i tak lepsze od czegoś (pozornie) nieszkodliwego.
Pierwszy wers zaczyna się przysłówkiem „lepiej” lub przymiotnikiem "lepszy, lepsza, lepsze", a drugi spójnikiem „niż” lub „niźli”. Standardowo, każda z obu linijek lepieja zawiera 8 sylab.
Robert Louis Stevenson – szkocki powieściopisarz, poeta i reportażysta podróżnik, główny reprezentant neoromantyzmu w literaturze brytyjskiej, jest autorem takiej maksymy:
Lepiej roztrwonić zdrowie jak utracjusz, niż przemarnować jak skąpiec.
Lepiej jako forma literacka wyewoluował do porównywania dwóch opcji niezwiązanych z jedzeniem czy ofertą kulinarną. Lepieje stały się formą gry słownej i improwizacji satyryczno-poetyckiej.
W zbiorze niepoważnych utworów Szymborskiej pt. Błysk rewolwru redaktorzy wprowadzają nowy podgatunek lepieja o nazwie lepiej hotelowy.